# Callopistria dimorpha
Callopistria dimorpha är en fjärilsart som beskrevs av Holloway 1979. Callopistria dimorpha ingår i släktet Callopistria och familjen nattflyn. Inga underarter finns listade i Catalogue of Life.